# Condado de Barcelona

El condado de Barcelona en el contexto de la expansión peninsular de la Corona de Aragón.

El condado de Barcelona corresponde al territorio regido por los condes de Barcelona entre el siglo IX y el siglo XII.

## Orígenes
Sus orígenes se remontan al siglo VIII, cuando con motivo de la expansión musulmana de los dominios del Reino visigodo y su posterior expansión sobre la actual Francia, la confrontación entre los francos y las fuerzas musulmanas condujo a una respuesta defensiva de los monarcas carolingios, consistente en la creación de la denominada Marca Hispánica. Esta se realizó mediante la dominación de los territorios del sur de Francia y del norte de la península ibérica y derivó en la formación de un conjunto de pequeños condados. La dominación franca se hizo efectiva tras la conquista de Gerona (785) y principalmente, cuando, en el año 801, la ciudad de Barcelona fue conquistada por el rey de Aquitania Luis el Piadoso (o Ludovico Pío) y es incorporada al reino franco, estableciéndose en ella el condado de Barcelona, con dependencia del rey franco. El primer conde de Barcelona fue Bera (801-820).
Inicialmente, la autoridad condal recayó en la aristocracia local, tribal o visigoda, pero la política de Bera, favorable a preservar la paz con Al-Ándalus, motivó que fuera acusado de traición ante el rey. Tras perder un duelo, según la tradición jurídica visigoda, Bera fue destituido y exiliado, y el gobierno del condado pasó a nobles francos, como Rampón o Bernardo de Septimania. Sin embargo, la nobleza visigoda recuperó la confianza real con el nombramiento de Sunifredo I de Urgel-Cerdaña como conde de Barcelona en 844. Pese a todo, los lazos de dependencia de los condados catalanes con respecto a la monarquía franca se fueron debilitando. La autonomía se consolidó al afirmarse los derechos de herencia entre las familias condales. Esta tendencia fue acompañada de un proceso de unificación de los condados hasta formar entidades políticas más amplias. El conde Wifredo el Velloso (840-897), hijo de Sunifredo y último conde nombrado por los reyes francos, representó esta orientación. Consiguió reunir bajo su mando una serie de condados y transmitirlos en herencia a sus hijos. Aunque Wifredo, muerto a manos de los musulmanes, dividió sus condados entre sus hijos, el núcleo formado por los condados de Barcelona, Gerona y Osona se mantuvo indiviso (si bien algún historiador, como Ramón Martí, cuestiona que Gerona se mantuviese inicialmente bajo el dominio de los hijos de Wifredo, y sugiere que la casa de Ampurias dominó el condado hasta el año 908).

## El condado anterior a la Corona de Aragón
Durante el siglo X, los condes de Barcelona reforzaron su autoridad política y se fueron alejando poco a poco de la influencia franca. En el 985 Barcelona, entonces gobernada por el conde Borrell II, es atacada e incendiada por los musulmanes, liderados por Almanzor. El conde se refugia entonces en las montañas de Montserrat, en espera de la ayuda del rey franco, pero no aparecen las tropas aliadas, lo que genera un gran malestar. En el año 988, en el reino franco termina la dinastía Carolingia y es sustituida por la dinastía Capeta. Borrell II es requerido para prestar juramento de fidelidad al nuevo rey franco, pero no consta que el conde barcelonés acudiese a la llamada, pues el rey franco tuvo que acudir al norte a resolver un conflicto. Esto ha sido interpretado como el punto de partida de la independencia de hecho del condado. El conde Ramón Borrell, hijo del anterior, gobierna ya como un soberano con todas sus atribuciones, tales como la libre disposición del patrimonio fiscal, otorgar privilegios y acuñar moneda con su efigie y nombre, Raimundus.
Posteriormente, el condado de Barcelona va creciendo en importancia y en territorio con los sucesivos condes. Va absorbiendo otros condados de la Marca Hispánica y se expande lentamente hacia el sur gracias a las batallas contra al-Ándalus y la repoblación de territorios como Tarragona y el campo circundante.
Tras el gobierno de Ramón Borrell, seguido del de su débil hijo Berenguer Ramón I, dominado por la enérgica figura de su madre Ermesenda de Carcasona, con Ramón Berenguer I se refuerza el poder condal: somete a los nobles levantiscos del Panadés, establece alianzas con los condes de Urgel y Pallars, adquiere los condados de Carcasona y Rasez, cobra parias de las taifas de Lérida y Zaragoza y renueva las bases jurídicas del condado al iniciar la compilación de los Usatges de Barcelona, conjunto de disposiciones, usos y costumbres que irá aumentando en los años posteriores. En los Usatges se hace referencia en diversas ocasiones al soberano, es decir, al conde de Barcelona, como princeps (príncipe), y llaman principatus (principado) al conjunto de los condados de Barcelona, Gerona y Osona.
En su testamento, Ramón Berenguer I decide no dividir sus territorios, sino que los transmite en condominio a sus dos hijos gemelos, Ramón Berenguer II y Berenguer Ramón II.
Tras la crisis provocada por el asesinato de Ramón Berenguer II y la acusación de fratricidio lanzada contra su hermano, quien murió en la Primera Cruzada, el hijo y sucesor del primero, Ramón Berenguer III, supo consolidar y ampliar los límites del condado. Conquistó parte del condado de Ampurias y, al frente de una amplia coalición, emprendió también la conquista de Mallorca, narrada en el documento pisano llamado Liber maiolichinus (1117), en el que se llama a Ramón Berenguer III Dux Catalanensis y catalanicus heros, mientras que sus súbditos son denominados christicolas catalanenses, en lo que se considera la referencia documental más antigua a Cataluña. Sin embargo, el conde tuvo que abandonar sus conquistas ante el avance de las tropas almorávides en la península. Recibió asimismo mediante herencia los condados de Besalú y Cerdaña, formando progresivamente un espacio territorial muy similar al de la llamada Cataluña Vieja, además de avanzar hacia Lérida y repoblar territorios fronterizos como la ciudad de Tarragona, restaurándola efectivamente como sede episcopal. Asimismo amplió sus dominios transpirenaicos al incorporar el condado de Provenza gracias a su matrimonio con la condesa Dulce.

## El condado en la Corona de Aragón
Sin embargo, otro matrimonio, el de Ramón Berenguer IV de Barcelona y Petronila de Aragón, heredera del trono de Aragón, constituye una unión dinástica entre la dinastía condal de Barcelona y la casa real de Aragón y es prueba fehaciente de la potencia política y socioeconómica que el condado ya representaba. Ramón Berenguer IV, veintitrés años mayor que Petronila, concertó el matrimonio cuando ella apenas tenía un año de edad, y así recibió todo un reino como dote a partir de la celebración de la boda en 1150. Ramón Berenguer IV fue hasta su muerte conde de Barcelona y príncipe de Aragón. El hijo de ambos, Alfonso II, fue el primer rey de Aragón que a su vez fue conde de Barcelona, títulos que heredarán a partir de entonces todos los reyes de la Corona de Aragón. Cada uno de los territorios que formarán la unión mantendrán sus usos, costumbres y moneda propia y con el tiempo crearán instituciones de gobierno privativas.
La desvinculación de iure del condado respecto a la monarquía francesa fue obtenida en el tratado de Corbeil (1258) por el rey Jaime I, que por entonces era rey de Aragón, de Valencia y de Mallorca, así como conde de Barcelona. Según este tratado, Jaime I renunciaba a sus derechos sobre los territorios situados más al norte del Rosellón, Conflent y Cerdaña a excepción del Señorío de Montpellier que había heredado de su madre, mientras que el rey de Francia, Luis IX, renunciaba a estos condados y a los de más al sur, entre ellos el de Barcelona.
La pervivencia de la especificidad del condado barcelonés dentro de la Corona se manifiesta, entre otras cosas, en gestos ceremoniales. Así, como se cita en la Crónica de Ramón Muntaner, el rey Pedro el Grande, con motivo de su entrada en Barcelona en 1283, recibió «la garlanda d’on fo coronat comte de Barcelona e senyor de tota Catalunya», y años después el Consejo de Ciento exigió al rey Martín el Humano que, en la visita que debía realizar a la ciudad en 1400 junto con la reina María, «no debía portar corona», sino la garlanda o diadema que habían llevado los condes de Barcelona «abans que el comptat de Barcelona fos unit al regne d’Aragó».
Como resultado del Compromiso de Caspe, la titularidad del condado pasó a la dinastía Trastámara, originaria de Castilla, mediante la coronación de Fernando I de Aragón. Posteriormente, la unión dinástica entre las coronas de Castilla y Aragón comportaría la inclusión del condado en los territorios regidos por los Austrias.

## La extinción del condado de Barcelona
A pesar de la vinculación del condado a la monarquía española, el derecho propio del condado de Barcelona se mantuvo vigente hasta que fue abolido en 1714 con los Decretos de Nueva Planta, tras la guerra de sucesión española. Desde entonces el condado deja de ser una entidad política y jurídica diferenciada y el espacio político de la actual Cataluña solo volvería a definirse como tal mediante la constitución de la Mancomunidad de Cataluña (1914-1925) y posteriormente como la comunidad autónoma de Cataluña, con base en los estatutos de autonomía de 1932, 1979 y 2006.
Por otra parte, el título soberano de conde de Barcelona continuó ligado al titular de la Corona española. Juan de Borbón lo utilizó preferentemente como titular de la Casa de Borbón y continuó usándolo hasta su muerte tras haber abdicado a sus derechos dinásticos en favor de su hijo Juan Carlos I, revirtiendo entonces a la corona. Actualmente es uno de los títulos del rey Felipe VI.